# 마쓰야마성 로프웨이

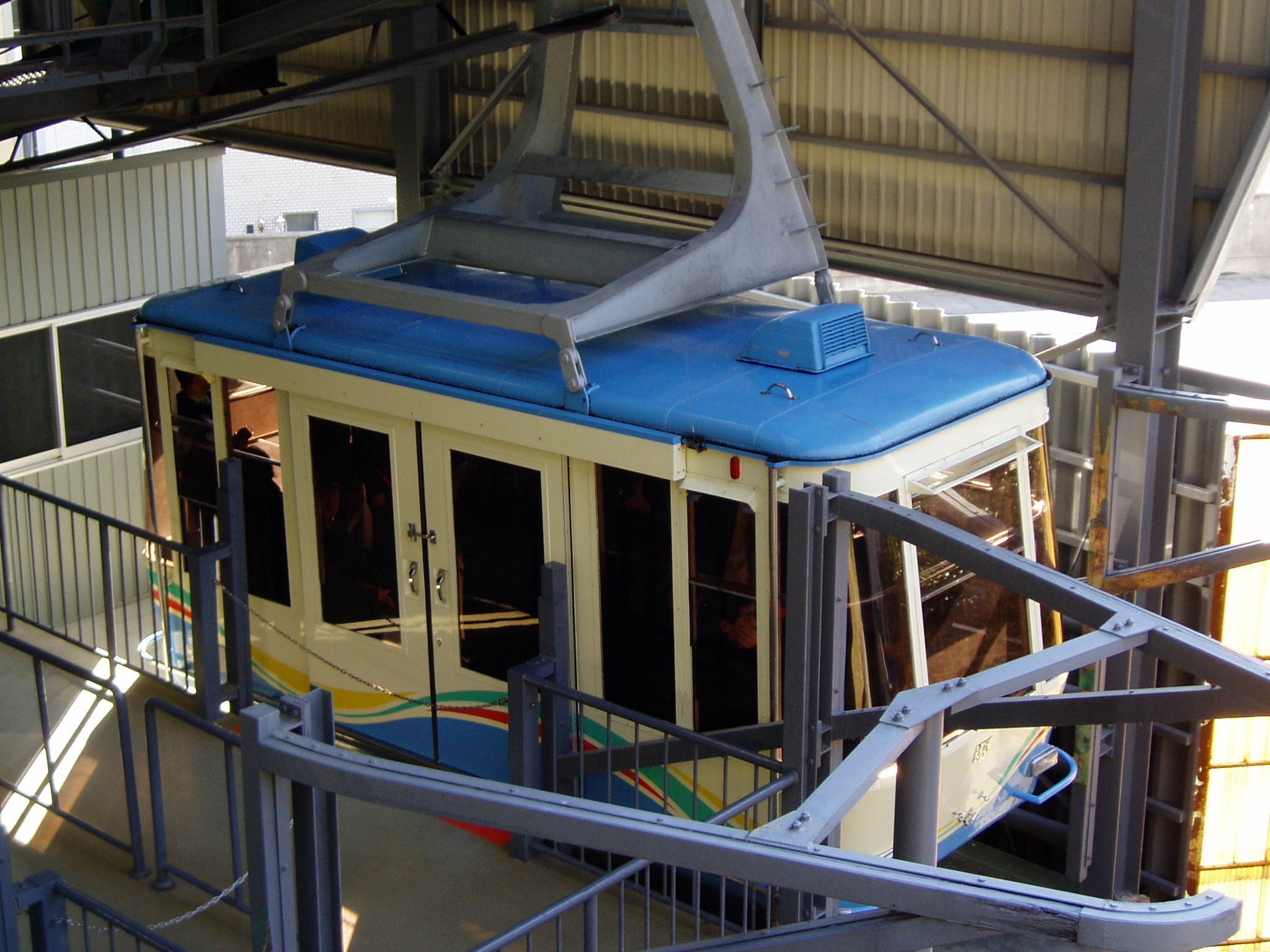
마쓰야마성 곤돌라 (2007년)

마쓰야마성 리프트 (2014년)

마쓰야마성 로프웨이(일본어: 松山城ロープウェイ)는 일본 에히메현 마쓰야마시의 시 중심에서 마쓰야마성으로 갈 수 있는 관광 삭도이다.
마쓰야마성 로프웨이에 평행하여 리프트가 있다. 리프트로 소요되는 시간은 약 6분이다. 탑승권은 삭도와 리프트는 탈 때 선택할 수 있다.